# Henri Bergson
Henri-Louis Bergson (París, 18 de octubre de 1859-París, 4 de enero de 1941), conocido como Henri Bergson, fue un filósofo y escritor francés, ganador del Premio Nobel de Literatura en 1927.

## Biografía
Hijo de Michał Bergson, músico polaco de origen judío, y de una mujer irlandesa, se educó en el Liceo Condorcet y la École Normale Supérieure, donde estudió filosofía. Después de una carrera docente como maestro en varias escuelas secundarias, Bergson fue designado para la École Normale Supérieure en 1898 y, desde 1900 hasta 1921, ostentó la cátedra de filosofía en el Colegio de Francia. En 1914 fue elegido para la Academia Francesa, coincidiendo con la inclusión ese año de Materia y memoria y La evolución creadora en el Índice de Libros Prohibidos por la Iglesia católica; de 1921 a 1926 fue presidente de la Comisión de Cooperación Intelectual de la Sociedad de las Naciones. Poco antes de su muerte en 1941, Bergson expresó de varias maneras su oposición al régimen de Vichy.
El bagaje británico de Bergson explica la profunda influencia que Spencer, Mill y Darwin ejercieron en él durante su juventud, pero su propia filosofía es en gran medida una reacción en contra de sus sistemas racionalistas. También recibió una notable influencia de Ralph Waldo Emerson.
Dispensado de inscribirse en el registro en el que debían constar todos los judíos (era famoso y estaba muy enfermo) se presentó personalmente: «quise permanecer entre aquellos que mañana serán perseguidos».

## Antecedentes de su filosofía
El espiritualismo y el vitalismo. A principios del siglo XX se produce una fuerte reacción ante el positivismo, con el fin de establecer el carácter irreductible del ser humano a la naturaleza. La estrategia consistía en encontrar y acreditar ciertos aspectos (valores estéticos y mentales, la libertad, el finalismo) que constituyen el «mundo del espíritu» y hallar caminos, que sean distintos a los de las ciencias naturales, hacia esos ámbitos. Estos hechos también son reales. Puntos centrales de reafirmación:
- La filosofía no puede ser absorbida por la ciencia: tiene problemas y procedimientos distintos.
- La especificidad del hombre: interioridad (incluyendo a la memoria), libertad, conciencia, reflexión.
- Necesidad de un método propio que escuche la voz de la conciencia.
- Hay que investigar los límites del saber científico.
- La naturaleza está determinada por un designio finalista y providencial.
- Los temas principales de estudio son Dios y el ser humano, como ser libre y responsable, que se crea a sí mismo y, al hacerlo, crea el sentido de las cosas.

Fue parte de un gran fenómeno europeo, cuya culminación se dio en Francia. Los nombres más importantes son: Ravaisson, los Boutroux (padre e hijo Émile y Pierre Boutroux —Émile fue profesor de Bergson—), Blondel y Bergson. Los problemas que abordaron fueron: los derechos de la conciencia y los derechos inalienables de la persona. Problemas que eran percibidos como urgentes y a los que no respondían las ciencias particulares y que necesitaban de una respuesta racional.

## Obra
- Ensayo sobre los datos inmediatos de la conciencia: la conciencia es un tiempo que se distiende o dura: esto significaría la libertad y entonces resulta en una crítica a los planteamientos mecanicistas y cientistas (se observa el influjo en pensadores literarios como, por ejemplo, Antonio Machado).
- Materia y memoria: considera dos tipos de memoria: la memoria técnica (o constructiva), que se basa en la repetición y hábitos motores. La memoria vital, que revive un acontecimiento pasado en su originalidad única. Constituye el fondo de nuestro ser (Bergson para estudiar a la memoria comienza por estudiar a los materiales no orgánicos que tienen capacidad de recuperar algunos aspectos prístinos tras haber sido alterados).
- La risa: La risa es un gesto social que «castiga» la mecanización de la vida. Ocurre cuando un cuerpo no se mueve al ritmo de la vida (por ejemplo, cuando alguien tropieza), cuando una idea no se adapta a las nuevas situaciones (por ejemplo, cuando una afirmación se repite) o cuando se trata a alguien como cosa (por ejemplo, cuando mantean a Sancho Panza). Así, quien ríe es la sociedad, que al igual que la vida, su ley fundamental es la de nunca repetirse. «La idea de reglamentar administrativamente la vida se halla más extendida de lo que parece», escribe Bergson.[7]
- Introducción a la metafísica: qué entiende por filosofía.
- La evolución creadora: la distinción entre lo orgánico y lo inorgánico, el repaso de las teorías evolutivas y su proposición. La conciencia se impone a la materia, la duración como trazo de unión.
- La energía espiritual: la vida, la conciencia, la memoria, el élan vital. El élan vital es una transcripción literal de lo que el filósofo americano Ralph Waldo Emerson llamó vital force.[5]
- Duración y simultaneidad: la relatividad y la naturaleza del tiempo, la cuarta dimensión. Discusión acerca de la teoría de la relatividad de Einstein. Diferenciar su sentido físico (lectura genial de las ecuaciones de Lorentz) de su sentido filosófico.
- Las dos fuentes de la moral y la religión: estudio de la moral y de la religión. Ámbitos que no había considerado suficientemente.[8]
- El pensamiento y lo moviente: Por qué los sistemas filosóficos no han tratado el tiempo. La percepción del cambio. Los métodos de la filosofía —la intuición— y de las ciencias de la naturaleza —el análisis—.

Su filosofía fue un fenómeno de moda. Estudió matemática y mecánica, además de filosofía. Con Bergson se produce el paso del siglo XIX al XX: su vida y el sentido de su filosofía pertenecen al siglo XX. Supone un momento de transición: superación del positivismo para plantear una nueva filosofía y metafísica, un intuicionismo. Los primeros años del siglo XX se caracterizaron por el dominio del racionalismo positivista: cuyo afán de rigor y objetividad es percibido como una limitación del conocimiento, del contenido de la inteligencia y de la vida. Lo real es lo susceptible de conocimiento positivo. Ambiente empequeñecedor y asfixiante. Anhelo de espiritualidad. A la hegemonía de lo externo, mecánico y necesario se opone la filosofía de la vida: derechos de lo interior, lo dinámico, espontáneo y libre.
Inconmensurabilidad y singularidad de la vida. Momento histórico en el que la psicología se constituye como ciencia positiva. Se establecen dos mundos:
1. El espacio: lo estable y necesario, la materia, exterior, útil y nivel de las ciencias naturales.
2. El tiempo: lo dinámico y espontáneo, la vida, experiencia interna, la filosofía. Aquí está el constitutivo de la realidad, que solo se conoce desde dentro, en el contacto inmediato e intuitivo. Limitar las pretensiones del intelecto y hacer posible la filosofía. Su objetivo fue la defensa de la creatividad y la irreductibilidad de la conciencia o espíritu (en francés la palabra esprit, es decir, 'espíritu', suele usarse para designar a la conciencia) contra todo intento reduccionista de cuño positivista.

Bergson se aparta de la concepción dual (int/ext, etc.) al proponer otra convención: «la percepción dispone del espacio en la exacta proporción en que la acción dispone del tiempo». El espacio no es exterior y el tiempo interior, eso es volver al siglo XIX. El tiempo es lo abierto, el todo no está dado ni puede darse, el pasado es infinito. La historia son las acciones de los pueblos hacia la libertad. La libertad echa sus raíces en la necesidad. Bergson también dice que el espíritu extrae su alimento de la percepción, único obstáculo de la libertad que es plasmado en movimiento. Es por eso que las fuentes de su pensamiento: recuperar determinadas dimensiones de la conciencia, perdidas por el idealismo: sentimiento inmediato de las cosas y de uno mismo. Formación positivista: Darwin (1859. El origen de las especies) y Spencer, de él toma el evolucionismo y su noción de inteligencia, pero lo depura de sus rasgos naturalistas y positivistas, la evolución —y con ella la vida, y sobre todo la vida humana— es para Bergson una inversión de materia en el tiempo hacia lo superior. Bergson también tiene influencias de Kant y los neokantianos, influencia de Schopenhauer e influencias de la tradición personalista francesa, Maine de Biran: radicalidad de la persona y el espíritu, libertad, análisis de la vida interior, la conciencia y la experiencia interior vistas como conocimientos superiores.

### Obras destacadas

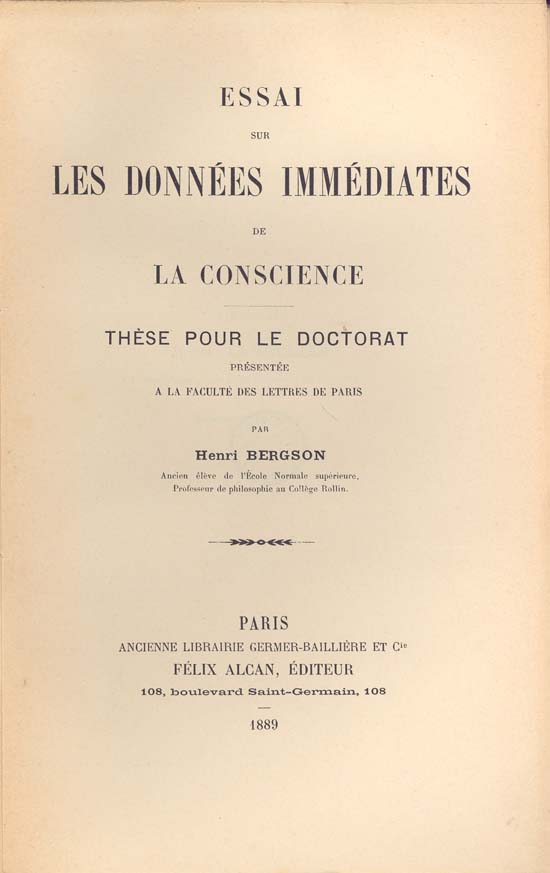
Essai sur les données immédiates de la conscience, 1889.

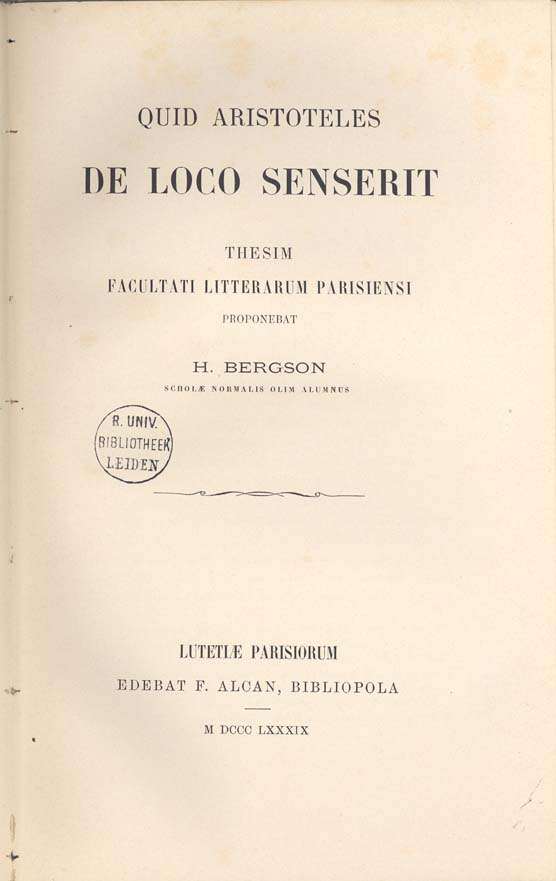
Quid Aristoteles de loco senserit, 1889.

- Essai sur les données inmédiates de la conscience / Ensayo sobre los datos inmediatos de la conciencia (1889)
- Le Rire / La risa (1899)
- Matière et mémoire / Materia y memoria (1896)
- L'évolution créatrice / La evolución creadora (1907)
- L'Énergie spirituelle / La energía espiritual (1919)
- Les deux sources de la morale et de la religion / Las dos fuentes de la moral y la religión (1932)

## Características de su pensamiento
- Uso de imágenes y metáforas.
- Precisión en el lenguaje. Uso abundante de dicotomías que es paralelo a la denuncia de las falsas dualidades.
- Concepción muy personal de la filosofía: evitar las abstracciones y las generalizaciones, que no alcanzan la realidad.

Su punto de partida es la filosofía de Spencer (1820–1903). Muy interesado en la mecánica, trabajó como ingeniero en los ferrocarriles. Luego estudió geología y biología. Antes que Darwin, planteó una interpretación de la realidad basada en el principio de la evolución.[cita requerida] Rebatió a Comte y su clasificación de las ciencias. Toda la realidad está sometida a la evolución, que es la manifestación de lo incognoscible o «fuerza» (élan vital). Su supuesto es la conservación de la materia y de la energía. Es un proceso mecánico, no finalista, que para él es la más concreta, pero percibe que es obligación de la filosofía ir al fondo de las ideas básicas de la mecánica: el tiempo. La mecánica trata el tiempo de un modo matemático, espacialmente, como un receptáculo vacío y homogéneo que forma una línea; este no es el tiempo real, el tiempo real es (en la opinión de Bergson) una pura duración que se capta en la experiencia interna. La mecánica no comprende el tiempo, pues lo concibe según el modo de ser del espacio; además hace imposible el movimiento, pues lo divide en unidades cuya entidad es completa en sí misma.
La filosofía tiene que hacerse cargo de ese tiempo real y para ello recurre a la intuición, como conciencia inmediata o percepción directa de la realidad, que no usa simbolizaciones, aunque no puede prescindir del lenguaje. El positivismo y las ciencias no mantienen su compromiso de fidelidad con los hechos, pues el tiempo de la experiencia concreta escapa a la mecánica, que trata el tiempo como una serie de instantes, uno junto a otro; un tiempo espacializado y reversible (se puede dar marcha atrás y repetir el experimento); los instantes son externos e iguales: tiempo isocrónico de Newton. Pero el tiempo de la conciencia no es así, su rasgo básico es la duración: el yo vive el presente con el recuerdo del pasado y la anticipación del futuro, que solo existen en la conciencia que los unifica. Los instantes valen de diferente modo, un momento penetra en otro y queda ligado a él. Es inútil ir a la búsqueda del tiempo perdido: no hay reversibilidad del tiempo. El tiempo es nuevo a cada instante y requiere un método específico.

## Posible conversión al catolicismo
Henri Bergson escribe su testamento el 8 de febrero de 1937, el cual, luego de su muerte, quedará en posesión de su esposa quien más tarde se lo dará a conocer a Emmanuel Mounier. En el texto señala una posibilidad de conversión que declinará al ver la persecución que se tramaba contra los judíos a inicios de la Segunda Guerra Mundial. Su testamento recoge sus últimos deseos de esta forma:

Mis reflexiones me han conducido de más en más, cerca del catolicismo, donde veo la culminación completa del judaísmo. Me hubiera convertido, si no hubiera visto prepararse desde años la formidable ola de antisemitismo que va a desplegarse sobre el mundo. He querido quedar entre los que mañana serán perseguidos. Pero espero que un sacerdote católico quiera, si el Cardenal-Arzobispo de París lo autoriza, venir a decir sus plegarias a mis exequias. En el caso en que esta autorización no se otorgue, sería necesario dirigirse a un rabino, pero sin ocultarle y sin ocultarle a nadie mi adhesión moral al catolicismo, como asimismo el deseo expresado  inicialmente por mí de tener las plegarias de un sacerdote católico.

## Edición en castellano
- Atomismo, fatalidad y poesía. Editorial Cactus. 2022. ISBN 978-987-3831-71-3.
- «La risa: Ensayo sobre el significado de lo cómico» anotado. Ex-libris J.L. Pérez Armijos. 2022. ISBN 979-84-0438055-2.
- Las dos fuentes de la moral y de la religión. Madrid: Editorial Trotta. 2020. ISBN 978-84-9879-802-9.
- La risa. Ensayo sobre el significado de la comicidad. ICG Marge. 2019. ISBN 978-84-17903-24-4.
- Historia de la idea del tiempo. Paidós. 2018. ISBN 978-84-493-3460-3.
- La inteligencia. Editorial Interzona. 2018. ISBN 978-987-3874-37-6.
- El pensamiento y lo moviente. Buenos Aires: Editorial Cactus. 2013. ISBN 978-987-26219-9-5.
- La energía espiritual. Buenos Aires: Editorial Cactus. 2012. ISBN 978-987-26219-5-7.
- Lecciones de estética y metafísica. Madrid: Ediciones Siruela. 2011. ISBN 978-84-206-4928-3.
- La risa. Ensayo sobre el significado de la comicidad. Buenos Aires: Ediciones Godot. 2011. ISBN 978-987-1489-22-0.
- El alma y el cuerpo (seguido del cerebro y el pensamiento: una ilusión filosófica). Encuentro. 2009. ISBN 978-84-7490-958-6.
- La risa: ensayo sobre la significación de lo cómico. Alianza Editorial. 2008. ISBN 978-84-206-4928-3.
- La evolución creadora. Editorial Cactus. 2007. ISBN 978-987-24075-0-6.
- Materia y memoria. Ensayo sobre la relación del cuerpo con el espíritu. Editorial Cactus. 2006. ISBN 978-987-21000-3-2.
- Ensayo sobre los datos inmediatos de la conciencia. Ediciones Sígueme. 2006. ISBN 978-84-301-1395-8.
- Memoria y vida: textos escogidos por Gilles Deleuze. Alianza Editorial. 2004. ISBN 978-84-206-5672-4.
- Las dos fuentes de la moral y de la religión. Ediciones Altaya. 1999. ISBN 978-84-487-1289-1.
- Memoria y vida. Ediciones Altaya. 1996. ISBN 978-84-487-0544-2.
- La evolución creadora. Espasa-Calpe. 1985. ISBN 978-84-239-1519-4.
- La energía espiritual. Espasa-Calpe. 1982. ISBN 978-84-239-1631-3.
- El pensamiento y lo moviente. Espasa-Calpe. 1976. ISBN 978-84-239-1615-3.